# Barry Halliwell
Barry Halliwell (* 18. Oktober 1949 in Preston, Lancashire) ist ein britischer Biochemiker. Er ist bekannt für Arbeiten zur Biochemie freier Radikale in pflanzlichen und tierischen Organismen und deren Rolle bei Krankheiten (Oxidativer Stress).
Halliwell studierte ab 1968 Biochemie an der Universität Oxford (St. Catherine’s College) mit dem Bachelor-Abschluss 1971 mit Bestnoten (first class honours, wobei er auch den Rose Preis der Universität gewann für die beste Arbeit in Biologie) und der Promotion 1973 bei Frederick R. Whatley und Vernon Butt (Dissertation: The biochemistry of plant peroxisomes), wobei er 1971 bis 1973 am St. Cross College in Oxford forschte. 1973/74 lehrte er am Portsmouth Polytechnic und ab 1974 war er Lecturer am King’s College London, wo er 1985 Reader und 1988 Professor für medizinische Biochemie wurde. Gleichzeitig war er 1995 bis 1999 Gastprofessor an der University of California, Davis. 2000 wurde er Professor für Biochemie an der Nationaluniversität Singapur (NUS), an der er schon 1998 zu einem Sabbatjahr war. Er wurde dort Tan Chin Tuan Centennial und Distinguished Professor in der Abteilung Biochemie der Yong Loo Lin School of Medicine der NUS, 2006 bis 2015 war er stellvertretender Präsident der Universität für Forschung und Technologie.
Der Glutathion-Ascorbat-Zyklus zum Abbau (Reduktion) des stark oxidierenden Stoffwechsel-Abfallprodukts Wasserstoffperoxid zum Beispiel in den Chloroplasten von pflanzlichen Zellen wird auch Foyer-Halliwell-Asada-Weg genannt, nach ihm, Christine Foyer und Kozi Asada. Sie entdeckten den Zyklus 1976. Er forscht über die molekularen Mechanismen von Zellverletzungen und Zelltod besonders bei Krebs, Herzkrankheiten und neurodegenerativen Erkrankungen sowie als Reaktion auf Toxine. Außerdem befasst er sich mit Antioxidantien in der Nahrung und als Therapeutika (Naturstoffe und synthetische Antioxidantien). Außerdem untersucht er Alterungsprozesse am Modell des Fadenwurms C. elegans.
2012 wurde er Fellow der American Association for the Advancement of Science. Für 2021 wurde er einer der Clarivate Citation Laureates und gehört zu den hochzitierten Wissenschaftlern. Er erhielt 2013 die Science and Technology Medal des Präsidenten von Singapur und ist in der Akademie der Wissenschaften von Singapur.
1986 erhielt er einen D.Sc. der Universität London für die Biochemie von Reaktionen mit freien Radikalen in tierischen und pflanzlichen Organismen.

## Schriften
Bücher:
- Barry Halliwell, John MC Gutteridge: Free Radicals in Biology and Medicine, Oxford UP, 5. Auflage 2015, ISBN 0-19-871748-2
- Barry Halliwell:  Chloroplast Metabolism, 2. Auflage, Oxford University Press, 1984, ISBN 0-19-854585-1

Einige Aufsätze:
- mit Christine H. Foyer: The presence of glutathione and glutathione reductase in chloroplasts: a proposed role in ascorbic acid metabolism, Planta, Band 133, 1976, S.  21–25
- mit J. M. Gutteridge: Oxygen toxicity, oxygen radicals, transition metals and disease,  Biochemical Journal, Band 219, 1984, S.  1–14
- mit J. M. C. Gutteridge: Oxygen free radicals and iron in relation to biology and medicine: some problems and concepts, Archives of Biochemistry and Biophysics, Band 246, 1986, S. 501–514
- mit C. E. Cross, E. T. Borish u. a.: Oxygen radicals and human disease, Annals of Internal Medicine, Band 107, 1987, S. 526–545
- mit John M. C. Gutteridge, Okezie I. Aruoma: The deoxyribose method: A simple "test-tube" assay for determination of rate constants for reactions of hydroxyl radicals, Analytical Biochemistry, Band 165, 1987, S.  215–219
- Reactive oxygen species in living systems: source, biochemistry, and role in human disease, American Journal of Medicine, Band 91, 1991, S.  S14-S22
- mit Ol Aruoma: DNA damage by oxygen-derived species Its mechanism and measurement in mammalian systems, FEBS Letters, Band 281, 1991, S. 9–19
- Reactive oxygen species and the central nervous system, Journal of Neurochemistry, Band 59, 1992, S. 1609–1623
- mit J. M. C. Gutteridge, C E. Cross: Free radicals, antioxidants, and human disease: where are we now ?, Journal of Laboratory and Clinical Medicine, Band  119, 1992, S.  598–620
- Free radicals, antioxidants, and human disease: curiosity, cause, or consequence ?, The Lancet, Band 344, Nr. 8924, 1994, S. 721–724
- mit S. Chirico: Lipid peroxidation: its mechanism, measurement, and significance, American Journal of Clinical Nutrition, Band 57, 1993, S. 715S-725S
- Antioxidants in human health and disease, Annual Review of Nutrition, Band 16, 1996, S. 33–50
- mit H. Wiseman: Damage to DNA by reactive oxygen and nitrogen species: role in inflammatory disease and progression to cancer, Biochemical Journal, Band 313 (Part 1), 1996, S. 17.
- Antioxidant defence mechanisms: from the beginning to the end (of the beginning), Free Radical Research, Band 31, 1999, S. 261–272
- mit M. Whiteman: Measuring reactive species and oxidative damage in vivo and in cell culture: how should you do it and what do the results mean ?, British Journal of Pharmacology, Band 142, 2004, S. 231–255
- How I became a biochemist: The wanderings of a free radical, IUBMB Life, Band 56, Nr. 9, 2004, S. 569–570
- Oxidative stress and neurodegeneration: where are we now ?, Journal of Neurochemistry, Band 97, 2006, S. 1634–1658
- Reactive species and antioxidants. Redox biology is a fundamental theme of aerobic life, Plant Physiology, Band 141, 2006, S. 312–322
- Free radicals and antioxidants: – quo vadis ?,  Trends Pharmacol. Sci., Band 32, 2011, S. 125–130
- mit I. K. Cheah, R. M. Tang, T. S. Yew, K. H. Lim: Administration of Pure Ergothioneine to Healthy Human Subjects: Uptake, Metabolism, and Effects on Biomarkers of Oxidative Damage and Inflammation, Antioxid Redox Signal, Band 26, 2017, S. 193–206
- mit L. T. Ng, L. F. Ng, R. M. Y. Tang, D. Barardo, P. K. Moore, J.Gruber: Lifespan and healthspan benefits of exogenous H2S in elegans are independent from effects downstream of eat-2 mutation, NPJ Aging Mech. Dis., Band 6, 2020, S. 6.
- mit I. K. Cheah: Ergothioneine, recent developments, Redox Biol., Band 26, 2021, S. 101868